# Marwan M. Kraidy
Marwan M. Kraidy – wykładowca akademicki, profesor nadzw. w Annenberg School for Communication na University of Pennsylvania, specjalista z zakresu komunikacji społecznej i arabskich mediów. Autor czterech książek oraz ponad 40 artykułów i esejów.

## Książki
- Global Media Studies: Ethnographic Perspectives, Routledge, 2003.
- Hybridity or the Cultural Logic of Globalization, Temple University Press, 2005.
- Reality Television and Arab Politics: Contention in Public Life, Cambridge University Press, 2009.
- Arab Television Industries, British Film Institute/Palgrave Macmillan, 2009.